# Megan Dodds
Megan Lynne Dodds(nascida em 15 de fevereiro de 1970) é uma atriz estadunidense.

## Inicio da Vida e Educação
Megan Lynne Dodds nasceu em Sacramento, na Califórnia e depois de ensino médio ela se matriculou em um colégio da comunidade onde ela foi lançada como bananas em John Guare's The House of Blue Leaves. O papel inspirou o suficiente para aplicar com êxito para a Juilliard School onde estudou por quatro anos como membro do Grupo da Divisão de Drama 24 (1991-1995).

## Vida Pessoal
Depois de vir para o Reino Unido em 1997 ela conheceu o fotógrafo de moda e publicidade Oliver Pearce. O casal se casou e teve uma filha chamada Isabella.
Ela é fã de tênis e de Roger Federer e seus amigos incluem a atriz Rachel Feinstein.

## Filme e TV
| Ano       | Nome                   | Personagens                   | Notas                     |
| --------- | ---------------------- | ----------------------------- | ------------------------- |
| 1990      | Midnight Caller        | Crystal                       |                           |
| 1994      | Psychic Detective      | Reporter                      |                           |
| 1998      | Ever After             | Marguerite De Ghent           |                           |
| 1998      | The Rat Pack           | May Britt                     |                           |
| 2000      | Urbania                | Deedee                        |                           |
| 2000      | Bait                   | Agent Walsh                   |                           |
| 2000      | Interstate 84          | Wendy                         |                           |
| 2001      | Sword of Honour        | Virginia                      |                           |
| 2001      | Love in a Cold Climate | Polly                         |                           |
| 2002      | Purpose                | Lisa Forrester                |                           |
| 2002–2004 | Spooks                 | Christine Dale                | CIA agente - 23 Episódios |
| 2004      | The Hollow             | Henrietta Savernake           |                           |
| 2005      | Malice Aforethought    | Madeleine Cranmere            |                           |
| 2005      | Festival               | Dina                          |                           |
| 2006      | London                 |                               |                           |
| 2006      | Free Jimmy             |                               | Dublagem                  |
| 2006      | Viva Blackpool         | Kitty de Lux                  |                           |
| 2006      | Not Going Out          | Kate                          |                           |
| 2006      | The Contract           | Sandra                        |                           |
| 2008      | Hotel Babylon          |                               |                           |
| 2009      | Lie to Me              | Gail                          |                           |
| 2009      | House MD               | Dr. Beasley                   |                           |
| 2010      | Chatroom               | Grace Rollins                 |                           |
| 2011      | Detroit 1-8-7          | Agente Especial: Jess Harkins |                           |
| 2012      | CSI: NY                | Christine Whitney             |                           |
| 2012      | Awake (série)          | Agente: Santoro               |                           |

## Ligações Externas
- Megan Dodds. no IMDb.
- Bio of her/character at BBC Viva Las Vegas
- Bio of her/character at BBC Spooks site